# 2.ª etapa do Tour de France de 2021
A 2.ª etapa do Tour de France de 2021 teve lugar a 27 de junho de 2021 entre Perros-Guirec e Mûr-de-Bretagne sobre um percurso de 183,5 km e foi vencida pelo neerlandês Mathieu van der Poel da equipa Alpecin-Fenix, convertendo-se também no novo líder da prova.

## Classificação da etapa
| Perros-Guirec - Mûr-de-Bretagne | etapa escarpada | (183,5 km) |

| \| Classificação por etapas \| Classificação por etapas \| Classificação por etapas \| Classificação por etapas \| Classificação por etapas \| \| Ciclista \| Ciclista \| Equipe \| Tempo \| \| \| ------------------------ \| ------------------------ \| ------------------------ \| ------------------------ \| ------------------------ \| \| 1. \| Mathieu van der Poel \| Alpecin-Fenix \| 4h18m30s \| \| \| 2. \| Tadej Pogačar \| UAE Team Emirates \| + 6s \| \| \| 3. \| Primož Roglič \| Jumbo-Visma \| + 6s \| \| \| 4. \| Wilco Kelderman \| Bora-Hansgrohe \| + 6s \| \| \| 5. \| Julian Alaphilippe \| Deceuninck-Quick Step \| + 8s \| \| \| 6. \| Bauke Mollema \| Trek-Segafredo \| + 8s \| \| \| 7. \| Jonas Vingegaard \| Jumbo-Visma \| + 8s \| \| \| 8. \| Sergio Higuita \| EF Education-Nippo \| + 8s \| \| \| 9. \| Pierre Latour \| TotalEnergies \| + 8s \| \| \| 10. \| Jack Haig \| Bahrain Victorious \| + 8s \| \| |                      |                       |          |
| |                      |                       |          |
| Fonte: ProCyclingStats |                      |                       |          |
| Classificação por etapas |                      |                       |          |
| Ciclista | Ciclista             | Equipe                | Tempo    |
| 1. | Mathieu van der Poel | Alpecin-Fenix         | 4h18m30s |
| 2. | Tadej Pogačar        | UAE Team Emirates     | + 6s     |
| 3. | Primož Roglič        | Jumbo-Visma           | + 6s     |
| 4. | Wilco Kelderman      | Bora-Hansgrohe        | + 6s     |
| 5. | Julian Alaphilippe   | Deceuninck-Quick Step | + 8s     |
| 6. | Bauke Mollema        | Trek-Segafredo        | + 8s     |
| 7. | Jonas Vingegaard     | Jumbo-Visma           | + 8s     |
| 8. | Sergio Higuita       | EF Education-Nippo    | + 8s     |
| 9. | Pierre Latour        | TotalEnergies         | + 8s     |
| 10. | Jack Haig            | Bahrain Victorious    | + 8s     |

## Classificações ao final da etapa

### Classificação geral(Maillot Jaune)
| \| Classificação geral \| Classificação geral \| Classificação geral \| Classificação geral \| Classificação geral \| \| Ciclista \| Ciclista \| Equipe \| Tempo \| \| \| ------------------- \| -------------------- \| --------------------- \| ------------------- \| ------------------- \| \| 1. \| Mathieu van der Poel \| Alpecin-Fenix \| 8h57m25s \| \| \| 2. \| Julian Alaphilippe \| Deceuninck-Quick Step \| + 8s \| \| \| 3. \| Tadej Pogačar \| UAE Team Emirates \| + 13s \| \| \| 4. \| Primož Roglič \| Jumbo-Visma \| + 14s \| \| \| 5. \| Wilco Kelderman \| Bora-Hansgrohe \| + 24s \| \| \| 6. \| Jack Haig \| Bahrain Victorious \| + 26s \| \| \| 7. \| Bauke Mollema \| Trek-Segafredo \| + 26s \| \| \| 8. \| Sergio Higuita \| EF Education-Nippo \| + 26s \| \| \| 9. \| Jonas Vingegaard \| Jumbo-Visma \| + 26s \| \| \| 10. \| David Gaudu \| Groupama-FDJ \| + 26s \| \| |                      |                       |          |
| |                      |                       |          |
| Fonte: ProCyclingStats |                      |                       |          |
| Classificação geral |                      |                       |          |
| Ciclista | Ciclista             | Equipe                | Tempo    |
| 1. | Mathieu van der Poel | Alpecin-Fenix         | 8h57m25s |
| 2. | Julian Alaphilippe   | Deceuninck-Quick Step | + 8s     |
| 3. | Tadej Pogačar        | UAE Team Emirates     | + 13s    |
| 4. | Primož Roglič        | Jumbo-Visma           | + 14s    |
| 5. | Wilco Kelderman      | Bora-Hansgrohe        | + 24s    |
| 6. | Jack Haig            | Bahrain Victorious    | + 26s    |
| 7. | Bauke Mollema        | Trek-Segafredo        | + 26s    |
| 8. | Sergio Higuita       | EF Education-Nippo    | + 26s    |
| 9. | Jonas Vingegaard     | Jumbo-Visma           | + 26s    |
| 10. | David Gaudu          | Groupama-FDJ          | + 26s    |

### Classificação por pontos(Maillot Vert)
| Classificação por pontos | Classificação por pontos | Classificação por pontos | Classificação por pontos | Classificação por pontos |
| Ciclista                 | Ciclista                 | Equipe                   | Pontos                   |                          |
| ------------------------ | ------------------------ | ------------------------ | ------------------------ | ------------------------ |
| 1.                       | Julian Alaphilippe       | Deceuninck-Quick Step    | 66 pts                   |                          |
| 2.                       | Mathieu van der Poel     | Alpecin-Fenix            | 50 pts                   |                          |
| 3.                       | Michael Matthews         | BikeExchange             | 45 pts                   |                          |
| 4.                       | Tadej Pogačar            | UAE Team Emirates        | 44 pts                   |                          |
| 5.                       | Primož Roglič            | Jumbo-Visma              | 40 pts                   |                          |
| 6.                       | Wilco Kelderman          | Bora-Hansgrohe           | 34 pts                   |                          |
| 7.                       | Ide Schelling            | Bora-Hansgrohe           | 31 pts                   |                          |
| 8.                       | Caleb Ewan               | Lotto-Soudal             | 26 pts                   |                          |
| 9.                       | Jack Haig                | Bahrain Victorious       | 25 pts                   |                          |
| 10.                      | Bauke Mollema            | Trek-Segafredo           | 22 pts                   |                          |

### Classificação da montanha(Maillot à Pois Rouges)
| Classificação da montanha | Classificação da montanha | Classificação da montanha          | Classificação da montanha | Classificação da montanha |
| Ciclista                  | Ciclista                  | Equipe                             | Pontos                    |                           |
| ------------------------- | ------------------------- | ---------------------------------- | ------------------------- | ------------------------- |
| 1.                        | Mathieu van der Poel      | Alpecin-Fenix                      | 4 pts                     |                           |
| 2.                        | Ide Schelling             | Bora-Hansgrohe                     | 4 pts                     |                           |
| 3.                        | Anthony Perez             | Cofidis                            | 3 pts                     |                           |
| 4.                        | Julian Alaphilippe        | Deceuninck-Quick Step              | 2 pts                     |                           |
| 5.                        | Edward Theuns             | Trek-Segafredo                     | 2 pts                     |                           |
| 6.                        | Tadej Pogačar             | UAE Team Emirates                  | 2 pts                     |                           |
| 7.                        | Victor Campenaerts        | Qhubeka NextHash                   | 1 pt                      |                           |
| 8.                        | Danny van Poppel          | Intermarché-Wanty-Gobert Matériaux | 1 pt                      |                           |
| 9.                        | Michael Matthews          | BikeExchange                       | 1 pt                      |                           |

### Classificação do melhor jovem(Maillot Blanc)
| Classificação dos jovens | Classificação dos jovens | Classificação dos jovens | Classificação dos jovens | Classificação dos jovens |
| Ciclista                 | Ciclista                 | Equipe                   | Tempo                    |                          |
| ------------------------ | ------------------------ | ------------------------ | ------------------------ | ------------------------ |
| 1.                       | Tadej Pogačar            | UAE Team Emirates        | 8h57m38s                 |                          |
| 2.                       | Sergio Higuita           | EF Education-Nippo       | + 13s                    |                          |
| 3.                       | Jonas Vingegaard         | Jumbo-Visma              | + 13s                    |                          |
| 4.                       | David Gaudu              | Groupama-FDJ             | + 13s                    |                          |
| 5.                       | Lucas Hamilton           | BikeExchange             | + 1m03s                  |                          |
| 6.                       | Aurélien Paret-Peintre   | AG2R Citroën Team        | + 2m36s                  |                          |
| 7.                       | Stefan de Bod            | Astana-Premier Tech      | + 3m24s                  |                          |
| 8.                       | Neilson Powless          | EF Education-Nippo       | + 3m52s                  |                          |
| 9.                       | Mark Donovan             | Team DSM                 | + 5m34s                  |                          |
| 10.                      | Joris Nieuwenhuis        | Team DSM                 | + 6m35s                  |                          |

### Classificação por equipas(Classement par Équipe)
| Classificação por equipes | Classificação por equipes | Classificação por equipes | Classificação por equipes |
| Equipe                    | Equipe                    | Tempo                     |                           |
| ------------------------- | ------------------------- | ------------------------- | ------------------------- |
| 1.                        | Jumbo-Visma               | 26h53m36s                 |                           |
| 2.                        | Astana-Premier Tech       | + 32s                     |                           |
| 3.                        | Bahrain Victorious        | + 43s                     |                           |
| 4.                        | Trek-Segafredo            | + 1m46s                   |                           |
| 5.                        | EF Education-Nippo        | + 1m53s                   |                           |
| 6.                        | Team BikeExchange         | + 2m23s                   |                           |
| 7.                        | Ineos Grenadiers          | + 2m59s                   |                           |
| 8.                        | Movistar Team             | + 3m34s                   |                           |
| 9.                        | Deceuninck-Quick Step     | + 4m39s                   |                           |
| 10.                       | Bora-Hansgrohe            | + 7m15s                   |                           |

## Abandonos
Marc Soler não tomou a saída depois de se lhe detectar três fracturas nos braços após se ter visto envolvido numa das quedas que se produziram no dia anterior.